# FK Jagodina
FK Jagodina é uma equipe servia de futebol com sede em Jagodina. Disputa a primeira divisão da Sérvia (Campeonato Sérvio de Futebol).
Seus jogos são mandados no Jagodina City Stadium, que possui capacidade para 15.000 espectadores.

## História
O FK Jagodina foi fundado em 14 de outubro de 1962.

## Elenco
Última atualização: 25 de julho de 2015
Nota: Bandeiras indicam equipe nacional, conforme definido pelas regras de elegibilidade da FIFA. Os jogadores podem ter mais de uma nacionalidade não-FIFA.
| N.º |                      | Posição | Jogador                        |
| --- | -------------------- | ------- | ------------------------------ |
| 3   | Sérvia               | D       | Ivan Miladinović               |
| 4   | Sérvia               | D       | Aleksandar Cvetković           |
| 5   | Sérvia               | D       | Danijel Gašić                  |
| 6   | Sérvia               | D       | Aleksandar Filipović (Capitão) |
| 7   | Sérvia               | M       | Marko Janković                 |
| 10  | Sérvia               | M       | Uroš Nikolić                   |
| 11  | Sérvia               | M       | Igor Ivanović                  |
| 13  | Sérvia               | G       | Đorđe Nikolić                  |
| 14  | Bósnia e Herzegovina | A       | Mićo Kuzmanović                |
| 20  | Sérvia               | D       | Slađan Mijatović               |
| 21  | Sérvia               | M       | Mile Savković                  |
| 23  | Sérvia               | M       | Veljko Antonijević             |

| N.º |            | Posição | Jogador             |
| --- | ---------- | ------- | ------------------- |
| 31  | Sérvia     | M       | Nemanja Đekić       |
| 32  | Sérvia     | A       | Zoran Mihailović    |
| 33  | Sérvia     | D       | Milan Milinković    |
| 35  | Sérvia     | A       | Mladen Stoicev      |
| 38  | Sérvia     | M       | Bogdan Jovanović    |
| 44  | Sérvia     | G       | Lazar Đorđević      |
| 77  | Sérvia     | M       | Nemanja Milošević   |
| 99  | Sérvia     | M       | Lazar Cvetković     |
|     | Montenegro | D       | Jovan Baošić        |
|     | Sérvia     | M       | Danijel Stamenković |
|     | Sérvia     | M       | Miloš Ožegović      |
|     | Sérvia     | A       | Nikola Radović      |

### Time reserva
Nota: Bandeiras indicam equipe nacional, conforme definido pelas regras de elegibilidade da FIFA. Os jogadores podem ter mais de uma nacionalidade não-FIFA.
| N.º |        | Posição | Jogador              |
| --- | ------ | ------- | -------------------- |
| —   | Sérvia | D       | Boban Vasov          |
| —   | Sérvia | D       | Aleksa Petrović      |
| —   | Sérvia | D       | Lazar Knežević       |
| —   | Sérvia | D       | Kristijan Soldatović |
| —   | Sérvia | M       | Vuk Mitošević        |

| N.º |            | Posição | Jogador            |
| --- | ---------- | ------- | ------------------ |
| —   | Sérvia     | M       | Aleksa Todorović   |
| —   | Sérvia     | A       | Miloš Mišković     |
| —   | Sérvia     | A       | Nemanja Stanojević |
| —   | Montenegro | A       | Miladin Vujošević  |